# 北川綾巴
北川 綾巴（きたがわ りょうは、1998年〈平成10年〉10月9日 - ）は、日本のモデル 、タレント、アイドルグループ「お願い!!フルハウス」のプロデューサー兼メンバーである。女性アイドルグループSKE48および同グループの派生ユニットであるラブ・クレッシェンドの元メンバー、ならびにAKB48の元兼任メンバーである。チームSではリーダーを務めた。
愛知県知立市出身（生まれは同県美浜町）。FORM JAPAN所属。

## 略歴
2012年
- 10月、SKE48第6期生オーディションに合格。

2013年
- 2月28日、SKE48劇場にて、第6期生メンバーとして正式お披露目[4]。
- 7月、北川と同じく当時AKB48・SKE48・NMB48・HKT48の研究生だった岡田奈々・小嶋真子・西野未姫・渋谷凪咲・田島芽瑠・朝長美桜と派生ユニットてんとうむChu! を結成[5]。

2014年
- 2月24日、Zepp DiverCityで開催された「AKB48グループ大組閣祭り」にて、チームSへの昇格が発表される[6]。
- 11月2日、「SKE48リクエストアワー セットリストベスト242 2014」第2日夜公演で、12月10日発売予定の16thシングル『12月のカンガルー』が初披露され、宮前杏実とともにセンターに抜擢される。SKE48のシングル楽曲の表題曲においては、松井珠理奈、松井玲奈の2人以外がセンターに起用されるのは初めてである[7]。

2015年
- 3月26日、さいたまスーパーアリーナで行われた『AKB48 春の単独コンサート〜ジキソー未だ修行中!〜』においてAKB48チーム4との兼任が発表された[8]。
- 5月から6月にかけて実施された『AKB48 41stシングル 選抜総選挙』では66位で、アップカミングガールズに選出された[9]。
- 10月5日、劇場デビュー7周年記念特別公演において、SKE48内のユニット「ラブ・クレッシェンド」のメンバーに選ばれる[10]。
- 12月3日、AKB48劇場で行われたAKB48 チーム4 4th Stage「夢を死なせるわけにいかない」の初日メンバーとして、AKB48の劇場公演に初出演した[11]。

2016年
- 5月から6月にかけて実施された『AKB48 45thシングル 選抜総選挙』では64位で、フューチャーガールズに選出された[12]。

2017年
- 2月26日、チームS「重ねた足跡」矢方美紀卒業公演において、チームSリーダーに任命される[13][14]。
- 5月から6月にかけて実施された『AKB48 49thシングル 選抜総選挙』では64位で、フューチャーガールズに選出された[15]。
- 12月8日、AKB48劇場12周年公演でグループ内の組閣が行われ、AKB48チーム4との兼任解除が発表された[16]。

2018年
- 5月18日、『夢を死なせるわけにいかない』公演の千秋楽をもってAKB48との兼任を終了[17]。
- 6月16日に発表された『AKB48 53rdシングル 世界選抜総選挙』では27位となり、アンダーガールズに選出された[18]。

2019年
- 7月2日、SKE48劇場で行われた公演の中で、9月末をもってグループを卒業することを発表した[19]。
- 9月21日、SKE48劇場において卒業公演が行われた[20]。同月29日、AICHI SKY EXPOで開催された「AICHI GIRL’S EXPO 2019」に出演し、翌30日にSKE48を卒業した[21]。

2020年
- 10月1日にGAROの芸能・モデル部門に所属したが[22]、12月29日付で本人の申し出により、終了した[23]。

2021年
- 3月26日、北川が完全プロデュースする、名古屋を拠点に活動するアイドルグループのためのクラウドファンディングの募集を開始[24]。
- 4月29日、クラウドファンディング募集を終了[24]。
- 9月12日、名古屋ボトムラインにて「お願い!!フルハウス」デビュー公演を開催[25]。
- 11月2日、ファースト写真集である「君の太陽」を発売[26]。

2023年
- プロデュースしているアイドルユニット・お願い！フルハウスにて自身もプレイングプロデューサーとして活動を行うことを発表[27]。

## 人物
愛称は、りょうは、うは。知立市の公式キャラ「ちりゅっぴ」からは「りょはっぴ」と呼ばれており、デザイナーの高柳順子によるコラボイラストも作成されている。
- 好きな食べ物はアイスであり[31]、グループ在籍時のキャッチフレーズも「アイス大好き teamSリーダー北川綾巴です」を使用していた[31]。

## SKE48・AKB48での参加楽曲

### シングル選抜楽曲
SKE48名義
- 「美しい稲妻」に収録
  - 夕立の前 - 「研究生」名義
- 賛成カワイイ!
  - 道は なぜ続くのか? - 「愛知トヨタ選抜」名義
- 未来とは?
  - GALAXY of DREAMS - 「GALAXY of DREAMS」名義
- 不器用太陽
  - 友達のままで - 「セレクション10」名義
  - 放課後レース - 「Team S」名義
- 12月のカンガルー
  - I love AICHI - 「愛知トヨタ選抜」名義
  - 消せない炎 - 「Team S」名義
- コケティッシュ渋滞中
  - DIRTY - 「Team S」名義
  - 夜の教科書 - 「セレクション17 “AKB49～恋愛禁止条例～”」名義
  - 僕は知っている - 「DOCUMENTARY of SKE48」名義
- 前のめり
  - 素敵な罪悪感 - 「Team S」名義
  - 制服を着た名探偵 - 「ドリーミング ガールズ」名義
- チキンLINE
  - 彼女がいる - 「Team S」名義
  - 旅の途中 - 「宮澤佐江と仲間たち」名義
- 金の愛、銀の愛
  - ハッピーランキング - 「ランクインガールズ2016」名義
  - 今夜はShake it ! - 「ラブ・クレッシェンド」名義
- 意外にマンゴー
  - パーティーには行きたくない - 「Team S」名義
- 無意識の色
  - 反射的スルー - 「ラブ・クレッシェンド」名義
  - We're Growing Up - 「愛知トヨタ選抜」名義
  - 夜明けのコヨーテ - 「サガミチェーン選抜」名義
- いきなりパンチライン
  - Parting shot - 「Team S」名義
  - 花の香りのシンフォニー - 「Passion For You選抜」名義
- Stand by you
  - 凍える前に  - 「Team S」名義
  - 地元民たちよ  - 「愛知トヨタ選抜」名義
  - 神様は見捨てない
- 「FRUSTRATION」に収録
  - あの日のSecret Base  - 「白組」名義

AKB48名義
- 「恋するフォーチュンクッキー」に収録
  - 青空カフェ
- 「ハート・エレキ」に収録
  - 君だけにChu ! Chu ! Chu ! - 「てんとうむChu !」名義
- 「鈴懸の木の道で「君の微笑みを夢に見る」と言ってしまったら僕たちの関係はどう変わってしまうのか、僕なりに何日か考えた上でのやや気恥ずかしい結論のようなもの」に収録
  - Escape - 「SKE48」名義
  - 選んでレインボー - 「てんとうむChu !」名義
- 「前しか向かねえ」に収録
  - 昨日よりもっと好き - 「Smiling Lions」名義
- ラブラドール・レトリバー
- 「希望的リフレイン」に収録
  - 今、Happy - 「ばら組」名義
- 「Green Flash」に収録
  - 世界が泣いてるなら - 「SKE48」名義
  - 初恋のおしべ - 「てんとうむChu ! & かぶとむChu !」名義
- 僕たちは戦わない
  - Summer side - 「セレクション16」名義
  - “ダンシ”は研究対象 - 「てんとうむChu !」名義
- 「ハロウィン・ナイト」に収録
  - 君だけが秋めいていた - 「アップカミングガールズ」名義
- 「唇にBe My Baby」に収録
  - なんか、ちょっと、急に… - 「Team 4」名義
- 「君はメロディー」に収録
  - Gonna Jump - 「SKE48」名義
- 翼はいらない
  - 考える人 - 「Team 4」名義
- 「LOVE TRIP/しあわせを分けなさい」に収録
  - 光と影の日々
  - 岸が見える海から - 「フューチャーガールズ」名義
- 「ハイテンション」に収録
  - 清純タイアド - 「てんとうむChu !」名義
- 「シュートサイン」に収録
  - Vacancy - 「SKE48」名義
- 「願いごとの持ち腐れ」に収録
  - 前触れ
- 「#好きなんだ」に収録
  - 自分たちの恋に限って - 「フューチャーガールズ」名義
- 「ジャーバージャ」に収録
  - 愛の喪明け - 「SKE48」名義
- 「センチメンタルトレイン」に収録
  - サンダルじゃできない恋 - 「アンダーガールズ」名義
- 「NO WAY MAN」に収録
  - それでも彼女は - 「大人選抜2018」名義

### アルバム選抜楽曲
SKE48名義
- 『革命の丘』に収録
  - 夏よ、急げ!
  - ライフルガール - 「ラブ・クレッシェンド」名義
  - ホライズン - 「愛知トヨタ選抜」名義

AKB48名義
- 『次の足跡』に収録
  - スマイル神隠し - 「てんとうむChu !」名義
- 『ここがロドスだ、ここで跳べ!』に収録
  - Birth
- 『0と1の間』に収録
  - 泣き言タイム - 「Team 4」名義
  - てんとうむChu ! を探せ! - 「てんとうむChu !」名義
- 『サムネイル』に収録
  - 誰が私を泣かせた?

### その他の参加楽曲
- シングル「コップの中の木漏れ日」（「ラブ・クレッシェンド」名義）
  - コップの中の木漏れ日
  - お楽しみは明日から - 「愛知トヨタ選抜」名義

### 劇場公演ユニット曲
SKE48名義
チームS 4th Stage「RESET」
- 檸檬の年頃（前座ガールズ）
- 奇跡は間に合わない（松井珠理奈のアンダー）

チームKII 4th Stage「シアターの女神」
- ロマンスかくれんぼ（前座ガール）

SKE48 研究生「制服の芽」公演
- 狼とプライド

チームS 5th Stage「制服の芽」
- 思い出以上

AKB48名義
高橋朱里チーム4「夢を死なせるわけにいかない」公演
- Confession

## 出演

### バラエティ
- SKE48 ZERO POSITION 〜チームスパルタ!能力別アンダーバトル〜（2014年12月6日 - 、TBSチャンネル1）[注 1]

### 舞台
- ミュージカル「AKB49〜恋愛禁止条例〜」（2015年3月14日 - 3月15日、中日劇場） - 吉永寛子 役（宮前杏実とダブルキャスト）[33]

### ラジオ
- flying stars（2021年7月3日 - ９月26日、FM AICHI）[34]

### その他
- DAMチャンネル（2015年1月、SKE48期間限定MC）[35]

## 書籍

### 写真集
- ファースト写真集「君の太陽」（2021年11月2日、扶桑社）[26][36]